# Pieni Huutsaari (ö, lat 63,06, long 25,94)
Pieni Huutsaari är en ö i Finland. Den ligger i sjön Keitele och i kommunen Viitasaari i den ekonomiska regionen  Saarijärvi-Viitasaari och landskapet Mellersta Finland, i den centrala delen av landet, 300 km norr om huvudstaden Helsingfors. Öns area är 0,1 hektar och dess största längd är 50 meter i öst-västlig riktning.